# Chiến tranh ở Ingushetiya
Chiến tranh ở Ingushetiya là 1 cuộc xung đột bắt đầu vào năm 2007 như là sự lan rộng của cuộc xung đột ở Chechnya, 1 số nhà hoạt động nhân quyền và các chính trị gia đối lập coi đây là 1 cuộc nội chiến, 1 số người coi đây là 1 cuộc nổi dậy. Đến giữa năm 2009, cuộc nổi dậy này hầu như đã bị dập tắt.Tuy nhiên cuộc chiến vẫn tiếp tục cho tới năm 2015 mới kết thúc hoàn toàn.

## Diễn biến
Vào ngày 26 tháng 7 năm 2007, 1 chiến dịch an ninh lớn đã được triển khai ở Ingushetiya và nhanh chóng gây ra những cuộc tấn công, bao gồm cả các vụ ám sát bất thành nhằm vao tổng thống Ingushetiya là Murat Zyazikov 5 ngày trước đó.Moscow sau đó đã điều 2,500 binh sĩ thuộc Bộ nội vụ Nga, tăng số lực lương đặc biệt ở Ingushetiya. Chỉ trong vài ngày sau đó, hàng trăm người đã bị bao vây trong các cuộc càn quét, hàng chục sĩ quan và lính đã bị giết và bị thương trong các vụ tấn công. Cho đến tháng 10 năm 2007, cảnh sát và lực lươn an ninh ở Ingushetiya vẫn gặp khó khăn trong việc ngăn thông tin về các vụ tấn công bị tuồng ra ngoài. Vào năm 2008, Magomed Yevloyev, người đúng đầu của trang đối lập Ingushetia.ru, đã bị giết trong khi đang bị cảnh sát quản thúc. Vụ việc đã gây ra sự gia tăng hoạt động của phe nổi dậy và đồng thời gia tăng sự thù địch của người Ingush vào người Nga. 1 lý do sâu xa của sự việc trên là vị tổng thống của Ingushetiya là Murat Zyazikov, là 1 cựu chỉ huy của KGB, người đã bị chỉ trích bởi các tổ chức nhân quyền và 1 số quan chức chính phủ Nga. Bộ trưởng bộ nội vụ của Ingushetiya là ông Musa Medov đã bị nhắm tời bởi 1 kẻ đánh bom vào tháng 10 năm 2008. Sau đó Zyazikov đã được thay thế. vào ngày 30 tháng 10 năm 2008, Tổng thống Nga Dmitry Medvedev đã ký 1 văn bản để thay thế Zyazikov bằng Yunus-bek Yevkurov.
Bạo lực vẫn tiếp diễn, theo cảnh sát khu vực, có 50 người (27 dân quân hồi giáo, 18 cảnh sát và 2 dân thường) trong các vụ đụng độ. Các vụ tấn công nhằm vào các quan chức cũng tiếp diễn theo. Vào ngày 10 tháng 6 năm 2009, Aza Gazgireeva, Phó Chánh án của tòa án tối cao Ingushetiya đã bị bắn chết, sau đó vào ngày 13 tháng 6 thì phó chủ tịch Bashir Aushev cũng bị bắn chết. Tổng thống Ingush là Yevkurov đã bị thuơng nặng vào ngày 22 tháng 6. Bộ trưởng Bộ Xây dựng Ruslan Amerkhanov cũng bị bắn chết vào tháng 8.Ingush Jamaat của Tiểu vuơng quốc Kavkaz đã tuyên bố rằng sẽ tạm hoãn việc giết các cảnh sát địa phuơng; theo tổng thống Yevkurov, 400 cảnh sát đã bị giết trong 5 năm kể từ khi xung đột bắt đầu cho đến 2 tháng 10 năm 2010.
Sau năm 2010 thì bạo lực bắt đầu giảm, xu hướng này tiếp diễn với việc thuơng vong đã giảm 60% từ 2013 đến 2014. Đến năm 2014 thì lãnh đạo của nhóm phiến quân Arthur Getagazhev đã bị giết bởi lực lượng vũ trang. Đến giữa năm 2015, Yevkurov tuyên bố cuộc nổi dậy đã ''đánh bại''. Ông nói rằng 80 dân quân đã đầu hàng bọn họ và các hoạt động cũng nhanh chóng giảm mạnh.

## Liên kết
1. 1 2
2. 1 2  "Ingushetia Militants Announce Moratorium On Killing Police". Radio Free Europe/Radio Liberty. ngày 6 tháng 10 năm 2010. Lưu trữ bản gốc 24 tháng 11 2010. Truy cập 22 tháng 4 2011.
3. ↑  50 killed(2010–2011), Lưu trữ ngày 19 tháng 4 năm 2012 tại Wayback Machine 33 killed (2012), Lưu trữ ngày 16 tháng 4 năm 2016 tại Wayback Machine 6 killed (2013), Lưu trữ ngày 3 tháng 3 năm 2016 tại Wayback Machine 4 killed (2014), Lưu trữ ngày 25 tháng 3 năm 2016 tại Wayback Machine total of 93 reported killed
4. ↑  103 killed (2010–2011), Lưu trữ ngày 19 tháng 4 năm 2012 tại Wayback Machine 40 killed (2012), Lưu trữ ngày 16 tháng 4 năm 2016 tại Wayback Machine 39 killed (2013–2014), Lưu trữ ngày 25 tháng 3 năm 2016 tại Wayback Machine total of 182 reported killed
5. 1 2  Galpin, Richard. Ingushetia in 'state of civil war' Lưu trữ ngày 24 tháng 11 năm 2008 tại Wayback Machine, BBC News, 23 November 2008
6. ↑  51 killed (2010–2011), Lưu trữ ngày 19 tháng 4 năm 2012 tại Wayback Machine 11 killed (2012), Lưu trữ ngày 16 tháng 4 năm 2016 tại Wayback Machine 7 killed (2013), Lưu trữ ngày 3 tháng 3 năm 2016 tại Wayback Machine 2 killed (2014), Lưu trữ ngày 25 tháng 3 năm 2016 tại Wayback Machine total of 71 reported killed
7. ↑  Blomfield, Adrian (ngày 1 tháng 9 năm 2008). "Russia faces new Caucasus uprising in Ingushetia". The Daily Telegraph. London. Lưu trữ bản gốc 27 tháng 2 2009. Truy cập 30 tháng 4 2010.
8. 1 2  Bigg, Claire. Five Years After Nazran, Ingushetia Still Plagued By Militant Violence Lưu trữ ngày 26 tháng 11 năm 2010 tại Wayback Machine, Radio Free Europe/Radio Liberty, 19 June 2009
9. ↑  "Russia: Security Sweep Fails To Stem Violence In Ingushetia". Radio Free Europe/Radio Liberty. ngày 2 tháng 2 năm 2012. Lưu trữ bản gốc ngày 24 tháng 4 năm 2016. Truy cập ngày 3 tháng 4 năm 2016.
10. ↑  "Suspects Detained In Ingushetia After Attack On FSB". Radio Free Europe/Radio Liberty. ngày 2 tháng 2 năm 2012. Lưu trữ bản gốc ngày 24 tháng 4 năm 2016. Truy cập ngày 3 tháng 4 năm 2016.
11. ↑  "Violence escalates in turbulent Russian region". Reuters. ngày 29 tháng 8 năm 2007. Lưu trữ bản gốc ngày 14 tháng 4 năm 2016. Truy cập ngày 3 tháng 7 năm 2017.
12. ↑  "Russia: Moscow Says It Will Punish U.S. TV Network Over Basaev Interview Lưu trữ ngày 20 tháng 7 năm 2008 tại Wayback Machine". RadioFreeEurope RadioLiberty. August 3, 2005.
13. ↑  Vatchagaev, Mairbek (ngày 6 tháng 11 năm 2008). "The Demise of Murat Zyazikov". Jamestown.org. Lưu trữ bản gốc 5 tháng 6 2011. Truy cập 22 tháng 4 2011.
14. ↑  Abdullaev, Nabi (ngày 1 tháng 10 năm 2008). "Suicide Bomber Fails In Nazran Attack Bid". Moscow Times. Bản gốc lưu trữ 18 tháng 10 2008. Truy cập 20 tháng 10 2008.
15. ↑  "Zyazikov Steps Down". North Caucasus Analysis. The Jamestown Foundation. ngày 31 tháng 10 năm 2008. Lưu trữ bản gốc 26 tháng 12 2010. Truy cập 8 tháng 5 2011.
16. ↑  Dozens dead in Russian insurgency Lưu trữ ngày 22 tháng 5 năm 2015 tại Wayback Machine, BBC News, 17 April 2009
17. ↑  "Another Killing in Region Bordering Chechnya". New York Times. Associated Press. ngày 10 tháng 6 năm 2009. Lưu trữ bản gốc 21 tháng 5 2013. Truy cập 22 tháng 6 2009.
18. ↑  "Attack on Russian regional leader". BBC News. ngày 22 tháng 6 năm 2009. Truy cập ngày 2 tháng 1 năm 2010.
19. ↑  Minister shot dead in restive Ingushetia Lưu trữ ngày 9 tháng 8 năm 2010 tại Wayback Machine, France24, 13/08/2009
20. ↑  "Russian Economist Denounces Yevkurov's Record in Ingushetia". Jamestown Foundation. ngày 4 tháng 8 năm 2014. Lưu trữ bản gốc 22 tháng 5 2015. Truy cập 22 tháng 5 2015.
21. ↑  "Why Is The Death Toll Tumbling In The North Caucasus?". RadioFreeEurope/RadioLiberty. ngày 10 tháng 2 năm 2015. Lưu trữ bản gốc 23 tháng 4 2015. Truy cập 22 tháng 5 2015.
22. ↑  "Yevkurov Says Insurgency 'Defeated' In Ingushetia". RadioFreeEurope/RadioLiberty. ngày 19 tháng 5 năm 2015. Lưu trữ bản gốc 22 tháng 5 2015. Truy cập 22 tháng 5 2015.